# Activ
Activ é uma banda originada na Roménia, tendo como principal marca os estilos musicais disco, trance e techno. Os membros desta banda (Oana, Rudi e Avi) são todos de Timişoara.

## Discografia
- Sunete (1999)
- În Transă (2002)
- Motive (2004)
- Superstar (2005)
- Everyday (2007)

## Sucesso
Os álbuns Motive e Superstar foram um sucesso, incluindo as faixas "Visez" de Motive, "Superstar", "Zile cu Tine" e "Lucruri simple" do álbum "Superstar. 
O último lançamento da banda, "Everyday" contém algumas faixas em inglês, incluindo "Reasons".